# Jean Antoine Martin Rodière
Jean Antoine Martin Rodière est un homme politique français né le 10 novembre 1774 à Castelnaudary (Lauragais) et mort le 24 juin 1849 à Castelnaudary (Aude).

## Biographie
Jean Antoine Martin Rodière naît le 10 novembre 1774 à Castelnaudary. Il est le fils de Guillaume Rodière, procureur du roi, et de son épouse, Rose Martine Laffont. 
Engagé volontaire en 1791, il sert en 1793 dans l'armée des Pyrénées-Orientales. Il devient maire de Mireval de 1807 à 1816, tout en siégeant aussi au conseil municipal de Castelnaudary. Il est député de l'Aude de 1820 à 1823, siégeant dans la majorité soutenant les gouvernements de la Restauration. Sous-préfet de Castelnaudary en août 1830, il est conseiller général en septembre 1830 et maire de Castelnaudary en décembre 1831.
Il meurt le 24 juin 1849 à Castelnaudary.

## Distinctions
- Chevalier de la Légion d'honneur (3 décembre 1832)[3]

## Sources
- « Jean Antoine Martin Rodière », dans Adolphe Robert et Gaston Cougny, Dictionnaire des parlementaires français, Edgar Bourloton, 1889-1891 [détail de l’édition]